# Forradalmi törvényszékek (1919)
A  forradalmi törvényszékek a Magyarországi Tanácsköztársaságban (1919. március 21. – 1919. augusztus 1.) a régi bíróságok helyett létrejövő, s a bírói hatalmat gyakorló regionális igazságszolgáltató szervek voltak. Hagyományos értelemben vett bíróságoknak nem lehet nevezni őket, mivel sem politikailag és világnézetileg nem voltak semlegesek, sem pedig függetlenek más hatalmi ágaktól. 

## Történetük
A "burzsoának" titulált vádhatóságok, illetve bíróságok működését már a hatalomátvétel másnapján, március 22-én felfüggesztették az első számú igazságügyi népbiztosi rendelettel. Bizonytalan időre elhalasztották a korábban kitűzött tárgyalási, illetve határozathozatali határnapokat. A hatalomátvétel után még márciusban a Forradalmi Kormányzótanács felhatalmazta az igazságügyi népbiztost (Rónai Zoltánt), a régi rendszer bíráinak és ügyészeinek rendelkezési állományba való helyezésére. Felfüggesztették továbbá a közjegyzői és ügyvédi kamarák működését is.
A tanácskormány 1919. március 26-án kiadott 4. számú rendelete alapján szervezték meg a forradalmi törvényszékeket, amelyek létrehozását már a hatalomátvétel napján, március 21-én kilátásba helyeztek. A bírói hatalom megszervezésénél, a törvényszékek létrehozásánál csak a statárium, a szesztilalom, illetve a fegyverviselési tilalom bevezetése (első három rendelet) volt fontosabb. 
Léteztek megyei, járási forradalmi törvényszékek, továbbá Budapestnek is volt saját törvényszéke, s falvakban is alakultak az ítélethozatalra ilyen szervek. Később ezek a törvényszékek csak a megyeszékhelyeken illetve más nagyobb lakosságú  városokban működtek. Szerveztek országos forradalmi főtörvényszéket is, ám ennek működtetésére a Tanácsköztársaság bukása miatt nem volt idő.

## Működésük
A forradalmi törvényszékek három főbb tagból álltak: elnök, vádbiztos, diktorus (jegyzőkönyvvezető). Mindhármukat a Forradalmi Kormányzótanács, valójában sokszor a politikai megbízott nevezte ki. Ezek a tisztségek a rendelet alapján nem voltak képesítéshez kötve, így a korábbi hivatalos állomány gyakorlatilag ki lett rekesztve a bíróságokból, s a helyükre a tanácskormány bizalmi emberei kerültek, akik "kellően képzettek" voltak politikailag. A forradalmi törvényszékek bárhol, és bármikor megtarthatták üléseiket.
A IV. számú rendelet 4. §-a a következőt mondta ki: "A forradalmi törvényszék hatáskörébe tartozó ügyekben sem alakszerű nyomozó eljárásnak, sem vádirat benyújtásnak nincs helye. Az egész eljárás elejétől végig az együttülő forradalmi törvényszék előtt, és ha csak lehet, félbeszakítás nélkül folyik le. A terheltet elfogása után azonnal a forradalmi törvényszék elé kell állítani." Ezzel gyakorlatilag szabad kezet adtak a törvényszéknek az ítélkezésben, hiszen megszokott nyomozást nem folytattak, s a bizonyítékok, illetve a bűncselekményt megjelölő vádiratot sem lehetett benyújtani, így a bírák sokszor nem a tények alapján ítéltek.
A vádlott bárkit választhatott védőnek, és ha ezzel a jogával nem élt, vagy nem volt lehetőség védő meghívására, akkor a törvényszék jelölhetett ki számára egyet.
A 94. számú rendelet alapján a törvényszékek tagjait a helyi munkástanács választotta meg. A munkástanácsokban való választást, illetve a forradalmi törvényszék tagjává való kinevezést nem kötötték cenzushoz, bárki szavazhatott, és bárkit megválaszthattak. Az új állomány megkezdte a régi ügyek felülvizsgálatát. Először a régi rendszer alatt indított bűnügyeket ellenőrizték. A 62. számú rendelet szerint minden megyében a helyi törvényszéken belül 3 tagú külön tanácsot, úgynevezett likvidációs tanácsot kell szervezni, melyek a korábbi (akár befejezett) bűnügyek felülvizsgálatával foglalkoztak. 1919 májusában változtattak a forradalmi törvényszékek rendszerén: elrendelték, hogy törvényszékeket csak megyei székhelyeken kell létrehozni, a három tagot pedig a megyei szintű tanácsok választják. Az ügyészi teendőket a vádbiztos látta el, az igazságügyi népbiztos megbízásából. A vádbiztos készítette elő a tárgyalásokat, vizsgálta meg a bűncselekmények körülményeit. Hatáskörébe tartozott továbbá az ügy előterjesztése a bíróságnak, a vádlott személyi viszonyainak megvizsgálása, a bizonyíték(ok) beszerzése, a sértett(ek) előteremtése. A vádbiztos feladata volt még a szakértő(k), tanú(k) megidézése, ha szükséges, illetve azok elővezetésének ügyében intézkedni. Minden tárgyalás úgy kezdődött, hogy a vádbiztos előadta a vádakat. A bizonyító eljárás befejezésével a vádbiztos annak eredményét kifejtette és megtette indítványát. Erre a vádlott, illetve annak védője felelt, amelyre a vádbiztos válaszolhatott. Az utolsó felszólalás joga minden esetben a vádlottat, illetve a védőjét illette meg. A tárgyalás után zárt ülésre ült össze a törvényszék. Ezután a bűnösség kérdésében titkos szavazás alapján döntöttek. Halálos ítéletet csak egyhangú szavazással hozhattak. Az ítéletet rövid indokolással azonnal írásba foglalták, s a március 26-i IV. rendelet 10. § alapján azonnal végrehajtották. A döntés ellen fellebbezni nem lehetett, a kegyelmi kérelmeknek nem volt az ítéletvégrehajtásra felfüggesztő ereje.

## Hatáskörük
Elsősorban politikai ügyekkel foglalkoztak, mivel – ahogy a rendeletben is megfogalmazták – a "forradalmi törvényszék hatáskörébe az oly bűncselekmények miatt tartozik az eljárás, amelyet a Forradalmi Kormányzótanács külön rendelettel oda utal", a tanácskormány pedig jobbára az "ellenforradalmárokat", tehát a ideológiai alapon állíttatta törvényszék elé az embereket. 1919. április 8-tól egy rendelet alapján már egyéb bűncselekmények elbírálása is hatáskörükbe tartozott. A törvényszékek eljártak azokkal szemben, akik megsértették a tanácskormány rendeleteit, illetve szükség esetén olyan esetekben is, melyeket ők maguk ítéltek a kommün érdekeivel ellentétesnek. A Forradalmi Kormányzótanács 124. számú rendelete alapján a kihágási ügyekkel a járási, városi (a fővárosban kerületi) tanácsok által választott háromtagú kihágási bíróságok döntöttek. A katonaság ügyeivel a katonai forradalmi törvényszékek foglalkoztak, a politikamentes ügyekkel pedig a régi bíróságok.

## Katonai forradalmi törvényszékek
A tanácskormány 53. számú rendelete alapján létrehozták a katonai forradalmi törvényszékeket. A hivatalos megfogalmazás szerint 
"A vörös hadsereg forradalmi fegyelmét sértő katonai bűntettek felett forradalmi katonai törvényszékek ítélnek." Minden dandár, illetve hadosztály székhelyén fel kellett állítani ilyet, a választás módja, illetve a törvényszék összetétele megfelelt a nem katonai törvényszékekének.
A rendelet alapján az alábbiak számítanak bűntettnek:
- Belső vagy külső ellenséggel való összejátszás, egyetértés.
- Az ellenség kémkedéssel, vagy egyéb szolgáltatással való támogatása.
- Fegyverfogás bajtársra, a felettesi parancsnak való ellenszegülés.
- Őrszolgálati, vagy egyéb kötelesség megszegése.
- Az ellenség előtt tanúsított gyáva viselkedés.
- Katonatárs árulásra, szolgálati kötelesség megszegésére, szökésre, lázadásra való csábítás.
- A felsorolt bűntettek valamelyikének megkísérlése.
- Részvétel olyan egyesülésben, összebeszélésben, melynek célja az előbb említett bűntettek valamelyike.

A rendelet alapján halálbüntetés csak akkor volt kiszabható, ha "a bűntett a vörös hadsereg forradalmi fegyelmét vagy a Tanácsköztársaság érdekét súlyosabban sérti vagy közvetlen veszélyezteti." A forradalmi katonai törvényszékek eljárására nézve továbbá az 1919. március 26-i IV. számú rendeletben foglaltak voltak az irányadók.

## Munkaügyi bíráskodás
A Forradalmi Kormányzótanács 28. számú rendelete átalakította a munkaügyi bíráskodást: az ülnökök közül a munkaadókat kizárták. A két ülnököt a munkásokból választották, az elnököt pedig hivatásos bírák jelölték ki. Ezek a bíróságok eljártak minden magánjogi, illetve szolgálati szerződésből eredő munkaügyi vitákban, bár sokszor ezekben az ügyekben a járási tanácsok döntöttek.

## Politikamentes peres ügyek
A politikát nélkülöző peres ügyek esetében (pl. házasság felbontása, nő- és gyermektartás, holtnak nyilvánítás stb.) az előző rendszer bíróságai működtek. Tárgyalást csak akkor tűztek ki, ha az ügy előrevárhatóan sürgős volt. A családi viszonyból létrejövő pereket mindig sürgősnek ítélték, ezeket a bíróságokat "sürgős tanácsok"-nak nevezték, és az elnökét az igazságügyi népbiztos jelölte ki a régi bírák közül, két ülnökét pedig a regionális munkás- katona-, illetve földművestanács választotta meg. Minden családjogi perben a két ülnök közül az egyiknek nőnek kellett lennie. A "sürgős tanácsok" által hozott ítéletek ellen fellebbezni az Országos Főtörvényszékhez lehetett volna, a főtörvényszéket azonban nem szervezték meg.